# Annie Speirs
Annie Coupe Speirs, po mężu Coombe (ur. 14 lipca 1889 w Liverpoolu, zm. 26 października 1926 tamże) – angielska pływaczka reprezentująca Wielką Brytanię, złota medalistka igrzysk olimpijskich (1912).

## Kariera pływacka
Reprezentowała klub Liverpool Ladies SC.
Dzień po swoich dwudziestych trzecich urodzinach, Speirs wystartowała na trzeciej zmianie brytyjskiej sztafety 4 × 100 m stylem dowolnym podczas Letnich Igrzysk Olimpijskich w Sztokholmie w 1912 roku. Czasem 5:52,8 ekipa Brytyjek zdobyła złoty medal i ustanowiła nowy rekord świata.
Poza startem w sztafecie, Speirs brała również udział w rywalizacji na dystansie 100 metrów stylem dowolnym, gdzie dotarła do finału, w którym z czasem 1:27,4 zajęła piąte miejsce.